# NASCAR Winston Cup de 1981
A Temporada da NASCAR Winston Cup de 1981 foi a 33º edição da Nascar, com 31 etapas disputadas o campeão foi Darrell Waltrip.

## Calendário
| N. | Data   | Corrida                 | Circuito                        | Campeão         | Segundo         | Terceiro        |
| 1  | 11-jan | Winston Western 500     | Riverside International Raceway | Bobby Allison   | Terry Labonte   | Dale Earnhardt  |
| 2  | 15-feb | Daytona 500             | Daytona International Speedway  | Richard Petty   | Bobby Allison   | Ricky Rudd      |
| 3  | 22-feb | Richmond 400            | Richmond International Raceway  | Darrell Waltrip | Ricky Rudd      | Richard Petty   |
| 4  | 1-mrt  | Carolina 500            | Rockingham Speedway             | Darrell Waltrip | Cale Yarborough | Richard Petty   |
| 5  | 15-mrt | Coca-Cola 500           | Atlanta Motor Speedway          | Cale Yarborough | Harry Gant      | Dale Earnhardt  |
| 6  | 29-mrt | Valleydale 500          | Bristol Motor Speedway          | Darrell Waltrip | Ricky Rudd      | Bobby Allison   |
| 7  | 5-apr  | Northwestern Bank 400   | North Wilkesboro Speedway       | Richard Petty   | Bobby Allison   | Darrell Waltrip |
| 8  | 12-apr | CRC Chemicals Rebel 500 | Darlington Raceway              | Darrell Waltrip | Harry Gant      | Dave Marcis     |
| 9  | 26-apr | Virginia 500            | Martinsville Speedway           | Morgan Shepherd | Neil Bonnett    | Ricky Rudd      |
| 10 | 3-mei  | Winston 500             | Talladega Superspeedway         | Bobby Allison   | Buddy Baker     | Darrell Waltrip |
| 11 | 9-mei  | Melling Tool 420        | Music City Motorplex            | Benny Parsons   | Darrell Waltrip | Bobby Allison   |
| 12 | 17-mei | Mason-Dixon 500         | Dover International Speedway    | Jody Ridley     | Bobby Allison   | Dale Earnhardt  |
| 13 | 24-mei | World 600               | Charlotte Motor Speedway        | Bobby Allison   | Harry Gant      | Cale Yarborough |
| 14 | 7-jun  | Budweiser NASCAR 400    | Texas World Speedway            | Benny Parsons   | Dale Earnhardt  | Bobby Allison   |
| 15 | 14-jun | Warner W. Hodgdon 400   | Riverside International Raceway | Darrell Waltrip | Dale Earnhardt  | Richard Petty   |
| 16 | 21-jun | Gabriel 400             | Michigan International Speedway | Bobby Allison   | Harry Gant      | Benny Parsons   |
| 17 | 4-jul  | Firecracker 400         | Daytona International Speedway  | Cale Yarborough | Harry Gant      | Richard Petty   |
| 18 | 11-jul | Busch Nashville 420     | Music City Motorplex            | Darrell Waltrip | Bobby Allison   | Benny Parsons   |
| 19 | 26-jul | Mountain Dew 500        | Pocono Raceway                  | Darrell Waltrip | Richard Petty   | Benny Parsons   |
| 20 | 2-aug  | Talladega 500           | Talladega Superspeedway         | Ron Bouchard    | Darrell Waltrip | Terry Labonte   |
| 21 | 16-aug | Champion Spark Plug 400 | Michigan International Speedway | Richard Petty   | Darrell Waltrip | Ricky Rudd      |
| 22 | 22-aug | Busch 500               | Bristol Motor Speedway          | Darrell Waltrip | Ricky Rudd      | Terry Labonte   |
| 23 | 7-sep  | Southern 500            | Darlington Raceway              | Neil Bonnett    | Darrell Waltrip | Dave Marcis     |
| 24 | 13-sep | Wrangler Sanfor-Set 400 | Richmond International Raceway  | Benny Parsons   | Harry Gant      | Darrell Waltrip |
| 25 | 20-sep | CRC Chemicals 500       | Dover International Speedway    | Neil Bonnett    | Darrell Waltrip | Bobby Allison   |
| 26 | 27-sep | Old Dominion 500        | Martinsville Speedway           | Darrell Waltrip | Harry Gant      | Mark Martin     |
| 27 | 4-okt  | Holly Farms 400         | North Wilkesboro Speedway       | Darrell Waltrip | Bobby Allison   | Joe Millikan    |
| 28 | 11-okt | National 500            | Charlotte Motor Speedway        | Darrell Waltrip | Bobby Allison   | Ricky Rudd      |
| 29 | 1-nov  | American 500            | Rockingham Speedway             | Darrell Waltrip | Bobby Allison   | Harry Gant      |
| 30 | 8-nov  | Atlanta Journal 500     | Atlanta Motor Speedway          | Neil Bonnett    | Darrell Waltrip | Cale Yarborough |
| 31 | 22-nov | Winston Western 500     | Riverside International Raceway | Bobby Allison   | Joe Ruttman     | Terry Labonte   |

## Classificação final - Top 10
| 1  | Darrell Waltrip | 4880 |
| 2  | Bobby Allison   | 4827 |
| 3  | Harry Gant      | 4213 |
| 4  | Terry Labonte   | 4052 |
| 5  | Jody Ridley     | 4002 |
| 6  | Ricky Rudd      | 3991 |
| 7  | Dale Earnhardt  | 3978 |
| 8  | Richard Petty   | 3882 |
| 9  | Dave Marcis     | 3510 |
| 10 | Benny Parsons   | 3452 |